# PRS Guitars

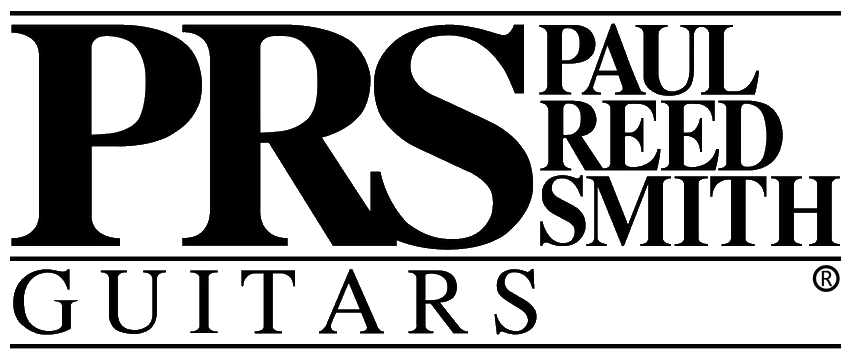
Logo.

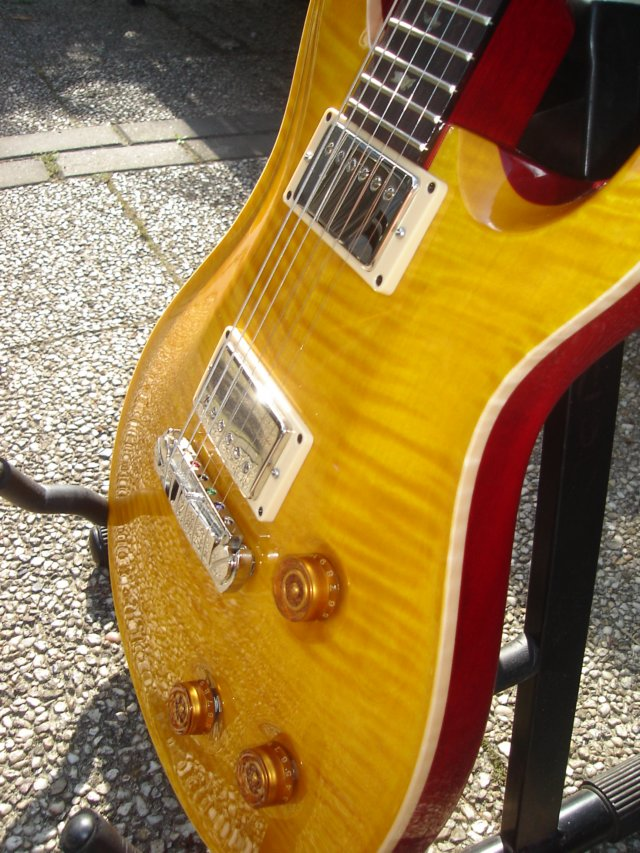
Een PRS Custom 22

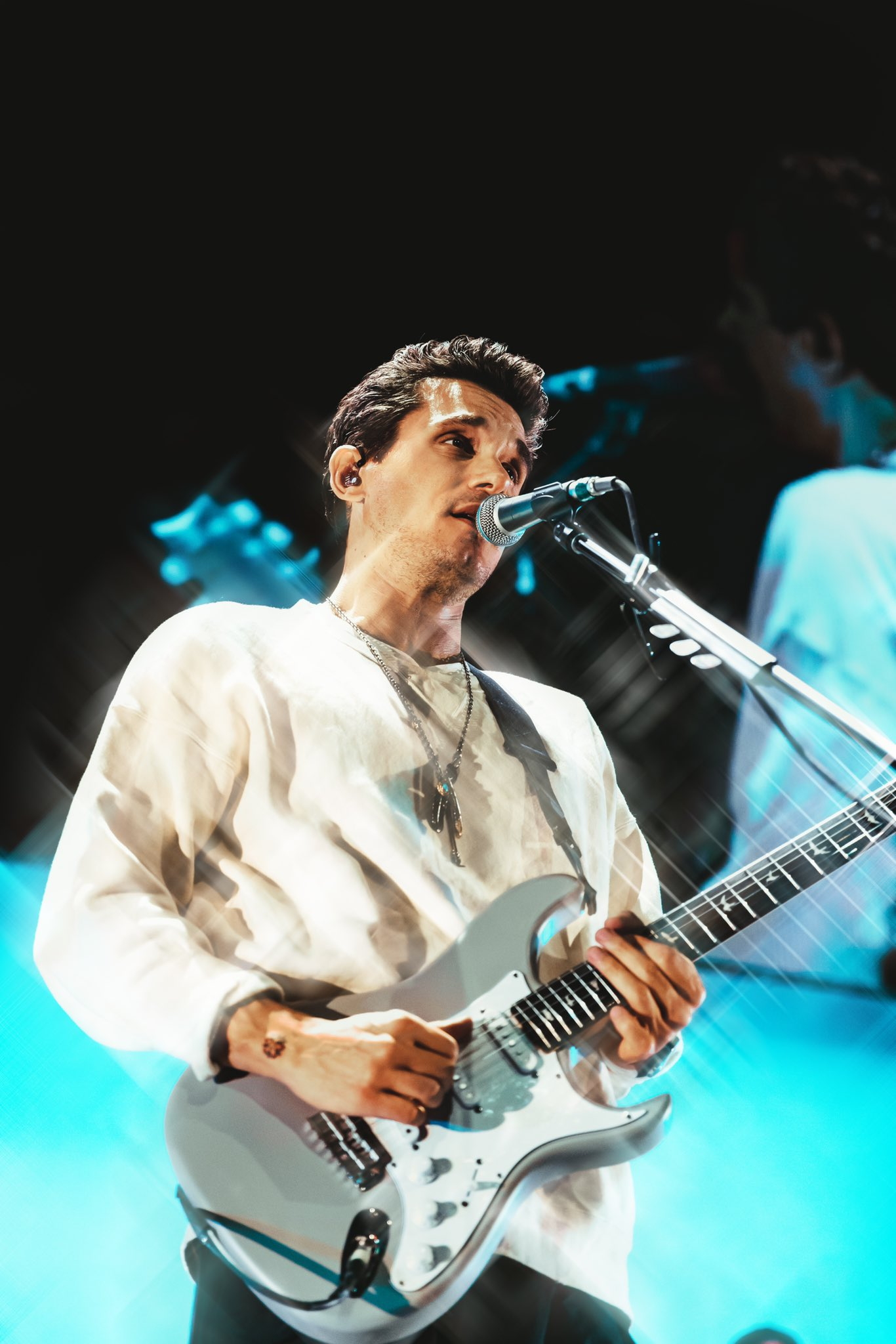
John Mayer in 2019 met een PRS Silver Sky

PRS Guitars is een bekende Amerikaanse fabrikant van elektrische gitaren

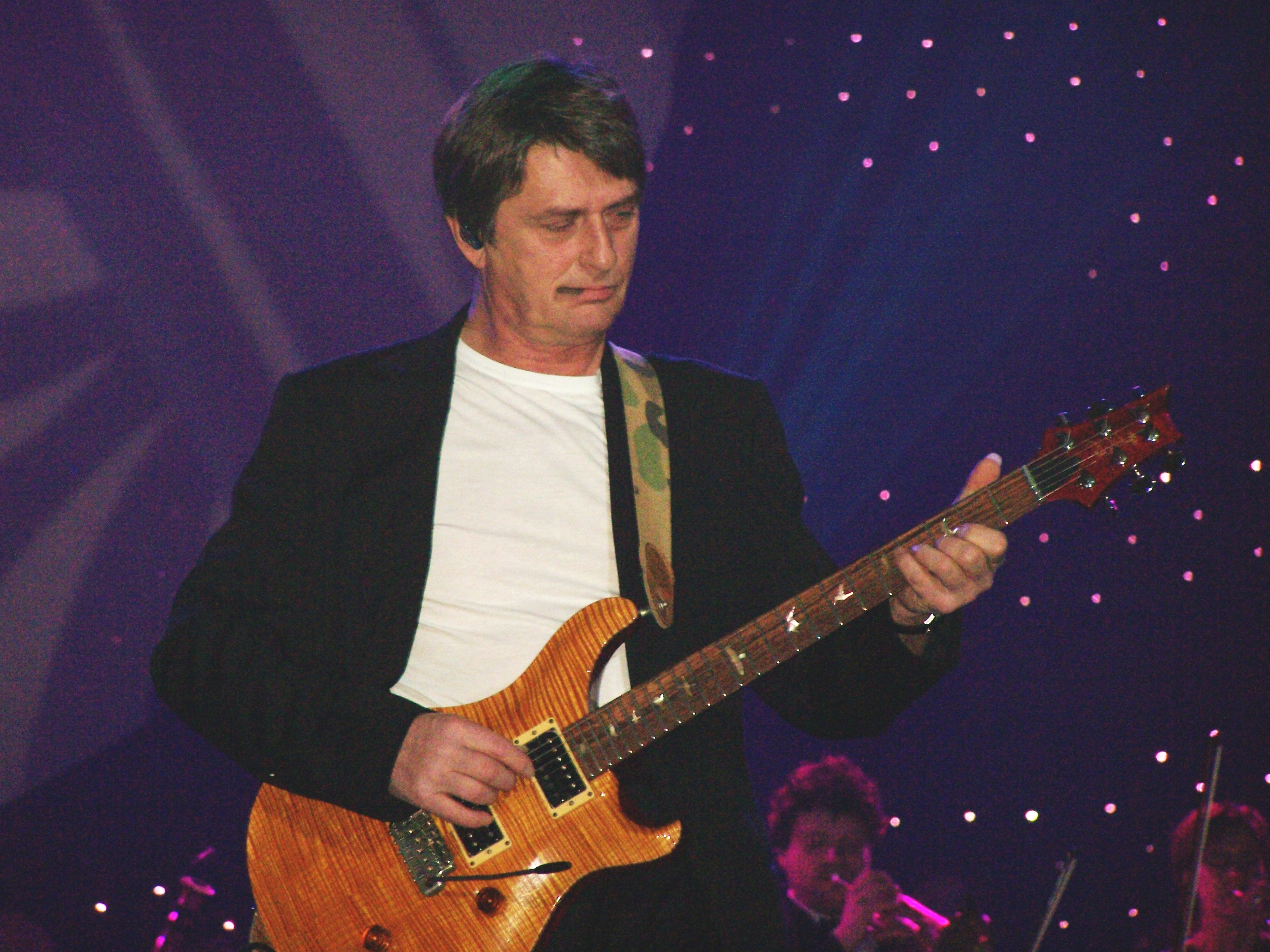
Mike Oldfield met zijn Custom 24 in december 2006 bij de Festhalle in Frankfurt

PRS werd in 1985 opgericht door Paul Reed Smith in Annapolis in Maryland. De fabriek is sinds 1995 gevestigd in Stevensville, Maryland. In deze fabriek worden de instrumenten vrijwel volledig met de hand gebouwd, de kwaliteit en de afwerking van de gitaren is dan ook zeer goed. De prijzen van deze gitaren zijn hiermee in overeenstemming, een nieuwe Amerikaanse PRS kost in de Benelux minimaal 1700 euro. PRS werkt ook samen met een fabriek in Zuid-Korea, waar de goedkopere SE-serie wordt gemaakt.
De twee grootste gitaarbouwers ter wereld, Gibson en Fender, zijn bekend om hun eigen en bijna tegengestelde geluid. Waar Fenders gezien worden als helder van toon en koel van geluid, zijn Gibsons juist warm en rijk van toon, met een diep en donker geluid. PRS is ontworpen om het beste van die twee uitersten te verenigen: PRS probeert een helder en warm geluid te maken.
De twee grootste inspiratiebronnen voor PRS waren de Gibson Les Paul Junior en de Fender Stratocaster.

## Modellen
PRS heeft globaal twee afdelingen: de "gewone" productie en de Private Stock productie. Private Stock-gitaren zijn gitaren die speciaal op maat worden gemaakt voor klanten. Deze gitaren zijn vaak, naast zeer uniek, ook erg prijzig.
In 2015 startte PRS een samenwerking met John Mayer voor de ontwikkeling van het Private Stock Model de “Super Eagle”. In juni 2017 volgde de Super Eagle II en in 2018 de Silver Sky, een vintage-geïnspireerd model.
Naast de Private Stock gitaren kent PRS de volgende modellen:
- 513 Rosewood: een 22-frets gitaar met een rio-palissander hals en toets. Deze gitaar onderscheidt zich voornamelijk van de andere gitaren vanwege de grote diversiteit aan geluiden die produceerbaar zijn via de aanwezige elementen en schakelstanden. De 513 Rosewood heeft speciale inlays die alleen op deze gitaar zitten.
- CE (Classis Electric) Mahonie & Esdoorn: een van de eerste PRS-gitaren met 22 of 24 frets. Geschroefde hals. De CE wordt met en zonder esdoorntop geleverd en heeft standaard geen bird inlays. Alleen in zeer speciale gevallen heeft PRS, CE gitaren met bird inlays gebouwd. Deze zijn door verzamelaars dan ook zeer gezocht.
- Corvette Standard 22: een PRS gebaseerd op het automerk Corvette. De gitaar is gebaseerd op de Standard 22, maar heeft een speciale Corvette-inlay op de toets en is beschikbaar in speciale sportautokleuren.
- Custom: de Custom-gitaren vormen de kern van PRS en zijn ook verreweg de meest verkochte PRS-gitaren. De gitaar heeft een esdoorntop en wordt met en zonder bird inlays geleverd.
- Dave Navarro model: een 24-frets signature-gitaar van gitarist Dave Navarro. Dit is de enige witte PRS die beschikbaar is en beschikt standaard over bird inlays.
- Johnny Hiland model: een 24-frets signature-gitaar van gitarist Johnny Hiland. De gitaar heeft speciale grote inlays, aangezien Hiland een zeer beperkt visueel vermogen heeft.
- Hollowbody: de PRS-gitaar met een klankkast en een esdoorntop. Bird inlays zijn, net als bij de Custom, optioneel.
- Mark Tremonti model: een 22-frets signature-gitaar van gitarist Mark Tremonti, bekend van Creed en Alter Bridge. De gitaar heeft een speciale inlay op de 12e fret en wordt standaard met bird inlays geleverd.
- McCarthy: een 22-frets gitaar, vernoemd naar Ted McCarthy. De gitaar heeft humbuckers (dubbelspoels-gitaarelementen), die ouderwetser klinken dan de meeste andere elementen van PRS. Er is tevens een McCarthy Soapbar beschikbaar. Deze gitaar heeft Soapbar-elementen, gefabriceerd door Seymour Duncan.
- Modern Eagle: deze gitaar komt het dichtst bij de Private Stock gitaren van PRS. De gitaar heeft een esdoorntop, een itoets en hals van rio-palissander en parelmoeren bird inlays. De gitaar is beschikbaar in een aantal unieke kleuren.
- Santana: een 24-frets signature-gitaar van Carlos Santana. De vorm van deze gitaar wijkt af van de standaardvorm. Opvallend is dat deze vorm vroeger de originele vorm van alle PRS-gitaren was. In 1986 is PRS overgestapt op de huidige vorm. De Santana heeft standaard bird inlays en een toets en hals van rio-palissander.
- Singlecut: deze gitaar heeft, in tegenstelling tot de andere modellen, die meestal double cut zijn, slechts één cutaway. Verder is de gitaar beschikbaar in diverse kleuren en zijn bird inlays optioneel.
- Standard: een gitaar met 22 of 24 frets die geen esdoorntop en bird inlays heeft. Deze gitaar wordt ook wel de "basis-PRS" genoemd.
- SE-series: gitaren uit de SE-series worden onder licentie van PRS vervaardigd in Zuid-Korea. De SE-modellen zijn sinds 2012 in omloop, maar hebben in de loop der jaren aanpassingen ondergaan: de Tremonti SE (een singlecut-gitaar die veel weg heeft van het Amerikaanse Tremonti-model), de Santana SE (de eerste SE-gitaar), de SE Custom (een SE gebaseerd op de Amerikaanse Customs), een SE EG (gebaseerd op PRS-gitaren uit de jaren 80), de SE Singlecut (gebaseerd op de Amerikaanse Singlecuts), de SE Soapbars (gebaseerd op de Amerikaanse Singlecuts en McCarthy Soapbars) en de SE Standard (gebaseerd op de Amerikaanse Standards). De SE Silver Sky is sinds 2022 op de markt.

Sommige PRS-gitaren hebben een zogenaamde ten top. Dit betekent dat de esdoorntop van de gitaar uit twee perfect gevormde stukken hout bestaat. Tevens heeft PRS onlangs de Satin serie uitgebracht. Gitaren uit deze serie hebben een satijnen laagje over de body.